# Mrgavan
Mrgavan är en ort i Armenien. Den ligger i provinsen Ararat, i den centrala delen av landet, 23 kilometer söder om huvudstaden Jerevan. Mrgavan ligger 839 meter över havet och antalet invånare är 1 713.
Terrängen runt Mrgavan är platt åt sydväst, men åt nordost är den kuperad. Runt Mrgavan är det ganska tätbefolkat, med 155 invånare per kvadratkilometer.. Närmaste större samhälle är Artasjat, 1,5 kilometer sydost om Mrgavan.
Runt Mrgavan är det i huvudsak tätbebyggt.